# 松生理乃
松生 理乃（まついけ りの、2004年10月10日 - ）は、日本のフィギュアスケート選手（女子シングル）。2024年スケートカナダ2位、2023年スケートカナダ3位。2024年フィンランディア杯2位。2020年NHK杯3位。

## 人物
聖霊中学校から名古屋市立前津中学校へ転校。血液型はB型。9歳の時にスケートを始めた。憧れの選手は浅田真央と、同門の山下真瑚。
ジャンプに関しては、2回転アクセルが跳べるようになるまで2年かかり苦労したが、2回転アクセルを習得してからの進化は早く、短期間のうちに5種類の3回転ジャンプを跳べるようになった。
2023年4月、河辺愛菜・横井きな結と共に中京大学に入学した。

## 経歴

### ジュニア時代
2019-2020シーズン、7月に名古屋市港区の邦和スポーツランドで行われた名古屋市スケート競技会邦和スポーツランド杯ジュニア女子に出場し、ショートプログラム1位の荒木菜那を逆転し初優勝。さらに8月、大津市の滋賀県立アリーナで行われた地方競技会「げんさんサマーカップ」のジュニア7級女子に出場。邦和杯からさらに難易度を上げ、ショートプログラムだけでなくフリースケーティング（フリー）も後半にすべてのコンビネーションジャンプを入れる構成に変え、ほぼミスのない演技で邦和杯に続く優勝を飾った。9月、ジュニアグランプリに参戦し、第3戦のリガ大会では190点台をマークして3位となり、表彰台に乗った。初めてのジュニアグランプリでの190点台での表彰台は2016年リュブリャナ杯での紀平梨花以来の快挙である。第7戦のイタリア大会は臀部打撲により棄権。
2020-2021シーズン、全日本ジュニア選手権で優勝。新型コロナウイルス流行の影響で非公認大会として開催されたグランプリシリーズのNHK杯では3位、全日本選手権は4位に入った。

### シニア以降

#### 2021-2022シーズン
ジャパンオープンでは3回転アクセルに挑戦。回転不足と判定されたものの、135.12点の高得点をマークした。グランプリシリーズに初参戦し、NHK杯で6位、ロステレコム杯で8位となる。北京オリンピック代表最終選考会の全日本選手権では、フリー前半のジャンプでミスが続き、総合7位。オリンピックと世界選手権には選ばれなかったものの、初の四大陸選手権代表に選出された。
四大陸選手権では、ショートプログラム冒頭の3回転フリップで転倒し8位発進。フリーでは後半3本のコンビネーションジャンプを含む計7本のジャンプをミスなく滑り切り、フリー・合計得点ともに自己ベストを更新し総合5位に入った。2月のチャレンジカップでは、フリーで150.13点の高得点を叩き出し、優勝を果たした。

#### 2022-2023シーズン
グランプリシリーズはスケートアメリカ、フランス杯の2戦に出場。スケートアメリカではショートプログラム後半の演技中に転倒し、ジャンプのミスも影響し8位、フリーは体調不良で棄権した。体力が戻らず万全ではない中臨んだフランス杯では、総合7位となった。全日本選手権では13位に終わった。

#### 2023-2024シーズン
先シーズン選ばれていた日本スケート連盟強化選手から外れる。グランプリシリーズのアサインはなかったが、紀平梨花の欠場によりスケートカナダへの出場が決まり、再度強化選手Aに選ばれた。スケートカナダではショートプログラム・フリーともに3位、合計198.62点で、グランプリシリーズ初の表彰台となる3位に入った。12月の愛知県競技会では、非公認ながらショートプログラムで71.64点の高得点を叩き出した。全日本選手権では17位に終わった。

#### 2024-2025シーズン
IMGとマネジメント契約を締結。

## 技術・演技

### ジャンプ
アクセルを除く5種類の3回転ジャンプを跳ぶことができる。第39回全国中学校スケート大会女子シングルプレビューのコラムの中ではジャンプの質の高い選手と紹介された。
現在は3回転アクセルを練習しており、お手本として紀平の名前を挙げている。また4回転トウループや4回転サルコウの習得も目指している。3回転ルッツ-3回転トウループや3回転ルッツ-3回転トウループ-2回転トウループのコンビネーションジャンプを得意とし、プログラムの中に取り入れている。

### 構成
2019-2020シーズンからショートプログラムでは後半に3回転ルッツ-3回転トウループのコンビネーションジャンプを入れ、フリースケーティングでは後半に3つすべてのコンビネーションジャンプ（3回転ルッツ-3回転トウループ-2回転トウループ、3回転フリップ-3回転トウループ、3回転ループ-2回転トウループ）を固める構成に難易度を上げた。

## 競技成績

### ISUパーソナルベストスコア
- SP - ショートプログラム、FS - フリースケーティング
- TSS - 部門内合計得点（英: Total segment score）は太字
- TES - 技術要素点（英: Technical element score）、PCS - 演技構成点（英: Program component score）

| 部門 | 種類 | 得点   | 大会                            |
| ---- | ---- | ------ | ------------------------------- |
| 総合 | TSS  | 202.21 | 2022年四大陸選手権              |
| SP   | TSS  | 66.41  | 2019年ジュニアグランプリ リガ杯 |
| SP   | TES  | 38.18  | 2019年ジュニアグランプリ リガ杯 |
| SP   | PCS  | 31.45  | 2023年スケートカナダ            |
| FS   | TSS  | 142.05 | 2022年四大陸選手権              |
| FS   | TES  | 76.57  | 2022年四大陸選手権              |
| FS   | PCS  | 66.55  | 2023年スケートカナダ            |

### 主な戦績
- GP - ISUグランプリシリーズ
- CS - ISUチャレンジャーシリーズ

| 大会名                | 2020–21 | 2021–22 | 2022–23 | 2023–24 | 2024–25 | 2025–26 |
| --------------------- | ------- | ------- | ------- | ------- | ------- | ------- |
| 四大陸選手権          |         | 5位     |         |         | 11位    |         |
| GP ファイナル         |         |         |         |         | 6位     |         |
| GP 中国杯             |         |         |         |         |         | TBD     |
| GP フィンランディア杯 |         |         |         |         | 2位     | TBD     |
| GP NHK杯              | 3位     | 6位     |         |         |         |         |
| GP フランス杯         |         |         | 7位     |         |         |         |
| GP スケートカナダ     |         |         |         | 3位     | 2位     |         |
| GP スケートアメリカ   |         |         | 棄権    |         |         |         |
| GP ロシア杯           |         | 8位     |         |         |         |         |
| 全日本選手権          | 4位     | 7位     | 13位    | 17位    | 5位     |         |

- JGP - ISUジュニアグランプリシリーズ
- 無印 - ジュニアクラス
- N - ノービスクラス、A - ノービスAクラス、B - ノービスBクラス

| 大会名               | 2016–17 | 2017–18 | 2018–18 | 2019–20 | 2020–21 |
| -------------------- | ------- | ------- | ------- | ------- | ------- |
| JPG イタリア         |         |         |         | 棄権    |         |
| JGP リガ杯           |         |         |         | 3位     |         |
| 全日本ジュニア選手権 |         |         | 8位     | 9位     | 1位     |
| 全日本ノービス選手権 | 14位 A  | 11位 A  |         |         |         |

### 詳細
| 2024-2025 シーズン    |                                                        |          |          |           |
| 開催日                | 大会名                                                 | SP       | FS       | 結果      |
| 2025年2月18日 - 23日  | 2025年四大陸フィギュアスケート選手権（ソウル）         | 13 55.07 | 9 122.03 | 11 177.10 |
| 2024年12月19日 - 22日 | 第93回全日本フィギュアスケート選手権（門真）           | 5 70.79  | 5 133.21 | 5 204.00  |
| 2024年12月5日 - 8日   | 2024/2025 ISUグランプリファイナル（グルノーブル）      | 5 62.63  | 6 126.39 | 6 189.02  |
| 2024年11月15日 - 17日 | ISUグランプリシリーズ フィンランディア杯（ヘルシンキ） | 4 64.82  | 1 134.38 | 2 199.20  |
| 2024年10月25日 - 27日 | ISUグランプリシリーズ スケートカナダ（ハリファックス） | 10 52.31 | 1 139.85 | 2 192.16  |

| 2023-2024 シーズン    |                                                       |          |           |           |
| 開催日                | 大会名                                                | SP       | FS        | 結果      |
| 2023年12月20日 - 24日 | 第92回全日本フィギュアスケート選手権（長野）          | 12 58.97 | 15 115.37 | 17 174.34 |
| 2023年10月27日 - 29日 | ISUグランプリシリーズ スケートカナダ（バンクーバー ） | 3 66.29  | 3 132.33  | 3 198.62  |

| 2022-2023 シーズン    |                                                      |          |           |           |
| 開催日                | 大会名                                               | SP       | FS        | 結果      |
| 2022年12月21日 - 25日 | 第91回全日本フィギュアスケート選手権（門真）         | 20 56.01 | 13 123.84 | 13 179.85 |
| 2022年11月4日 - 6日   | ISUグランプリシリーズ フランスグランプリ（アンジェ） | 9 57.68  | 6 118.84  | 7 176.52  |
| 2022年10月21日 - 23日 | ISUグランプリシリーズ スケートアメリカ（ノーウッド） | 8 59.50  | WD        | WD        |

| 2021-2022 シーズン    |                                                   |         |          |          |
| 開催日                | 大会名                                            | SP      | FS       | 結果     |
| 2022年1月18日 - 23日  | 2022年四大陸フィギュアスケート選手権（タリン）    | 8 60.16 | 3 142.05 | 5 202.21 |
| 2021年12月22日 - 26日 | 第90回全日本フィギュアスケート選手権（さいたま）  | 6 72.31 | 7 126.46 | 7 198.77 |
| 2021年11月26日 - 28日 | ISUグランプリシリーズ ロステレコム杯（ソチ）      | 7 62.98 | 8 121.38 | 8 186.17 |
| 2021年11月12日 - 14日 | 2021年NHK杯国際フィギュアスケート競技大会（東京） | 7 63.34 | 5 122.83 | 6 122.83 |

| 2020-2021 シーズン    |                                                      |         |          |          |
| 開催日                | 大会名                                               | SP      | FS       | 結果     |
| 2020年12月24日 - 27日 | 第89回全日本フィギュアスケート選手権（長野）         | 7 65.57 | 4 139.17 | 4 204.74 |
| 2020年11月27日 - 29日 | 2020年NHK杯国際フィギュアスケート競技大会（門真）    | 4 65.74 | 2 133.23 | 3 198.97 |
| 2020年11月21日 - 23日 | 第89回全日本フィギュアスケートジュニア選手権（八戸） | 1 69.06 | 1 129.32 | 1 198.38 |

| 2019-2020 シーズン    |                                                      |         |          |          |
| 開催日                | 大会名                                               | SP      | FS       | 結果     |
| 2019年11月15日 - 17日 | 第88回全日本フィギュアスケートジュニア選手権（横浜） | 3 61.91 | 14 94.79 | 9 156.70 |
| 2019年9月4日 - 7日    | ISUジュニアグランプリ リガ（リガ）                   | 4 66.41 | 2 126.62 | 3 193.03 |

| 2018-2019 シーズン    |                                                         |         |          |          |
| 開催日                | 大会名                                                  | SP      | FS       | 結果     |
| 2018年11月23日 - 25日 | 2018年全日本ジュニアフィギュアスケート選手権（福岡市 ） | 7 53.62 | 10 97.00 | 8 150.62 |

## プログラム使用曲
| シーズン  | SP                                                                                               | FS                                                             | EX                                                                            |
| --------- | ------------------------------------------------------------------------------------------------ | -------------------------------------------------------------- | ----------------------------------------------------------------------------- |
| 2024-2025 | One Day I'll Fly Away 映画『ムーラン・ルージュ オリジナル・サウンドトラック』より 振付：佐藤紀子 | Lux Aeterna 曲：Christopher Tin 振付：ローリー・ニコル         |                                                                               |
| 2023-2024 | One Day I'll Fly Away 映画『ムーラン・ルージュ オリジナル・サウンドトラック』より 振付：佐藤紀子 | ネッラ・ファンタジア 作曲：エンニオ・モリコーネ 振付：宮本賢二 |                                                                               |
| 2022-2023 | Papa Can You Hear Me? 曲：バーブラ・ストライサンド 振付：佐藤紀子                                | ネッラ・ファンタジア 作曲：エンニオ・モリコーネ 振付：宮本賢二 | Skinny Love 曲：バーディー 振付：村上佳菜子                                   |
| 2021-2022 | À quoi ça sert l'amour? (恋は何のために) 作曲：Michel Emer 振付：樋口美穂子                      | Moonlight 曲：Victoria Tocca, Jennifer Thomas 振付：樋口美穂子 | Say Something 曲：ア・グレイト・ビッグ・ワールド                              |
| 2020-2021 | 映画『カラーパープル』より 作曲：ジョン・ウィリアムズ 振付：樋口美穂子                           | Parhaps Love 振付：樋口美穂子                                  | Spanish Dance No. 1 (from La vida breve) 曲：Manuel de Falla 振付：樋口美穂子 |
| 2019-2020 | 映画『カラーパープル』より 作曲：ジョン・ウィリアムズ 振付：樋口美穂子                           | ドリュアデスとパン 作曲：カロル・シマノフスキ                  |                                                                               |